# Ганнібал Ганна Семенівна
Га́нна Семе́нівна Ганніба́л (Пу́шкіна-Ганнібал, рос. А́нна Семёновна Ганниба́л, Пу́шкина-Ганнибал 1849–1925) — педагог, публіцист, історик, літературний критик та Перекладач. Публікувалася в журналах «Вестник Европы», «Военный вестник», «Новый журнал литературы, искусства и науки», газеті «Новое время», авторка частини «Ганнибалы. Новые данные для их биографии» у виданні «Пушкин и его современники». Значна частина літературної спадщини Г. С. Ганнібал втрачена або невідома.

## Біографічні відомості
Народилася 26 серпня 1849 року.
Батько — Семен Ісаакович Ганнібал (1791–1853), двоюрідний брат Н. Й. Ганнібал, матері О. С. Пушкіна; таким чином, Ганна Семенівна доводиться О. С. Пушкіну троюрідною сестрою. Семен Ісаакович — дворянин, губернський секретар, учасник похода російської армії проти Наполеона в 1814 р. (підпоручник артилерії). Після війни вийшов у відставку і працював у державних установах, а потім керуючим маєтками в Тамбовській губернії, казначеєм в Козлові (нині Мічурінськ) та Лебедяні, в останні роки життя був керуючим маєтком графів Апраксіних у селі Добродіївка Новозибковського повіту Чернігівської губернії.
Ганна Семенівна отримала освіту в Петербурзі, а потім виїхала в Одесу, де до виходу на пенсію (в 1905 році) викладала географію та французьку мову в Інституті шляхетних дівчат. Здійснила подорож по Західній Європі, в 1912 році відвідала колишній маєток Ганнібалів мизу Суйда, зберігся її опис цієї садиби.
У 1922 році передала документи та родинні реліквії, що знаходилися у неї в Пушкінський Дім. Серед переданих предметів були: портрет її батька, печатка із гербом Ганнібалів, рукописи, листування з Б. Л. Модзалевським, Д. М. Анучіним та Вірою Нилівною Лавровою — правнучкою Ісаака Абрамовича Ганнібала.
Після революції Ганна Семенівна не отримувала навіть пенсію, а лише невеликі періодичні виплати від Одеської секції наукових працівників спілки «Робітпрос», і тільки в 1924 році (за вказівкою з Харківа, тодішньої столиці УРСР) була взята на піклування місцевого соцзабезу.
Померла в Одесі 11 квітня 1925, похована за державний рахунок. Могила Ганни Семенівни Ганнібал не збереглася — у 1963 році ділянку кладовища було віддано під вторинне поховання. Одеськими краєзнавцями згодом було розшукано лише місце поховання.
Після смерті в її квартирі були знайдені предмети, що мають історичне, літературне і меморіальне значення: канцелярські приналежності, її переклади у вигляді рукописів і типографських відбитків, документи, рідкісні літературні видання. Вони перейшли до вихованкі Ганни Семенівни Є. І. Кршеш, а в 1962 році передані нею в Одеський музей О. С. Пушкіна.
У газетах 1925 року, що опублікували некрологи Г. С.  Ганнібал, зустрічається твердження, що в її квартирі були знайдені невідомі раніше рукописи Пушкіна і його сучасників. Б. Л. Модзалевський тоді ж заявив, що сімейні матеріали і рукописи, що зберігалися у Ганни Семенівни, були нею ще за життя передані в Пушкінський Дім, і газетні повідомлення навряд чи відповідають дійсності.

## Літературна та наукова спадщина
Небагато з публікацій Г. С. Ганнібал підписані повним ім'ям, відомо, що частину робіт вона підписувала ініціалами «А. Г.», а деякі статті були опубліковані взагалі без зазначення авторства.
- А. С. Ганнибал. Княгиня Бельджойозо и её роль в освобождении Италии / Вестник Европы, 1907, том IV, № 7—8 — стаття розповідає про Крістіну Трівульціо, княгиню Бельджойозо (1808–1871), італійську письменницю, покровительку карбонаріїв.
- А. Г. Новый вклад в историю 1812 года / Военный вестник, 1910, № 3 — рецензія на дослідження воєнного історика К. А. Воєнського, які були опубліковані у 1909 р. в часописі «Сборник Императорского Русского исторического общества».
- А. Г. В поместье прадеда Пушкина / «Новое время», 1912, 29 сентября № 13129 (додаток) — опис колишнього маєтку Ганнібалів в Суйді.
- А. С. Ганнибал. Ганнибалы. Новые данные для их биографии[1] — наведено дані за архівними матеріалами про А. П. Ганнібала в післяпетровські часи, опубліковані знайдені автором листи А. П. Ганнібала до таємного секретаря О. В. Макарова. Статтю було опубліковано в 1913 році також окремо.

Переклади:
- Бальзак О. Прощание. Рассказ / Перевод А. С. Ганнибал. — М. : «Польза», 1914. Переклад перевидавався ще три рази, в 1915, 1916 і 1918 роках.
- Т. де Бонвиль, «Грегуар» — рукопис переклада, знайдений в одеській квартирі Г. С. Ганнібал.

Непідписані публікації 

З некрологів відомо, що авторству Г. С. Ганнібал належать дослідження про президента США Т. Рузвельта, опубликовані без підпису в петербурзькому «Новом журнале литературы, искусства и науки»:
- Теодор Рузвельт — Новый Президент Соединённых Штатов. — 1902, № 10;
- Теодор Рузвельт. — 1902, № 11;
- Семейная жизнь президента Рузвельта. — 1904, № 12.

Епістолярна спадщина 

У відділі рукописів Російської державної бібліотеки зберігаються листи Г. С. Ганнібал до професора антропології Д. М. Анучіна, датовані квітнем, 20 травня та 6 листопада 1899 року. Анучін звернувся до Ганни Ганнібал, працюючи над питаннями про родовід О. С. Пушкіна. У відповідях Ганна Семенівна надала наявні в неї відомості про родовід, уточнила деякі дати, надіслала знімок з печатки Ганнібалів, повідомила деякі краєзнавчі дані. У листі від 6 листопада висловлено подяку за книгу про Пушкіна. У бібліотеці є також лист до двоюрідної сестри Ганни Семенівни — Марії Олексіївні Кісловщенко.
Станом на 1999 рік залишалися ще не знайденими роботи Г. С. Ганнібал про Дж. Гарібальді, італійського та сардинського політика графа ді Кавура, літературна критика творчості Мопассана, Бальзака, Г. д'Аннунцио, статті про сучасних Ганні Семенівні поетів Франції, про венеційську школу живопису, скульптури Ермітажу, європейські дорожні замітки, політична кореспонденція з Італії, антимілітаристські статті, направлені проти I світової війни.